# Zhina Xiang
Zhina Xiang (kinesiska: 支那, 支那乡) är en socken i Kina. Den ligger i provinsen Yunnan, i den sydvästra delen av landet, omkring 460 kilometer väster om provinshuvudstaden Kunming. Antalet invånare är 13 765. Befolkningen består av 6 540 kvinnor och 7 225 män. Barn under 15 år utgör 27,0 %, vuxna 15-64 år 67 %, och äldre över 65 år 4,0 %.
Genomsnittlig årsnederbörd är 1 512 millimeter. Den regnigaste månaden är juli, med i genomsnitt 332 mm nederbörd, och den torraste är januari, med 5 mm nederbörd.